# Rocket Baby Dolls
Rocket Baby Dolls fut le nom du groupe britannique Muse, de janvier 1996 jusque début 1998. 
Rocket Baby Dolls est un film X japonais.
Durant cette période de leur vie, le trio, Christopher Wolstenholme, Dominic Howard et Matthew Bellamy, traînent dans Teignmouth, jouant dans quelques bars quasi-vides. Au départ, ils ne font que reprendre quelques tubes des groupes des années 1990 : Nirvana, les Smashing Pumpkins... Puis ils commencent à composer : Twin puis Overdue datent de la période Rocket Baby Dolls.
Dès qu'ils se consacrèrent pleinement à la musique, et qu'ils furent repérés par Dennis Smith, ils changèrent leur nom de groupe, puis sortirent les deux premiers EP qui allaient les révéler.